# W・エドワーズ・デミング
ウィリアム・エドワーズ・デミング（英語：William Edwards Deming、1900年10月14日 - 1993年12月20日）は、アメリカ合衆国の統計学者、著述家、講演者、コンサルタントである。学位は博士（イェール大学・1928年）。
ニューヨーク大学経営大学院（現在のスターン経営大学院）教授などを歴任した。

## 概要
第二次世界大戦前後にアメリカの生産性向上に尽力した。また、特に日本に限った話としては、その日本への影響でよく知られている。彼は1950年（昭和25年）から日本の企業経営者に、設計/製品品質/製品検査/販売などを強化する方法を伝授していった。彼が伝授した方法は、分散分析や仮説検定といった統計学的手法の応用などである。デミングは、製造業やビジネスに最も影響を与えた外国人であったため、日本では以前から英雄的な捉え方をされていたが、アメリカでの認知は彼の死の直前にやっと広まり始めたところであった。メイド・イン・ジャパンの成功がデミングに負うところが大きいと知ったアメリカ工業界は、今さらながら教えを請おうとしたが、自分の考えに過去冷淡であったことから、デミングはあまり熱心に関わろうとはしなかった。

## 来歴
アイオワ州スーシティ生まれ。1921年、ワイオミング大学で電気工学の学士号を取得、1925年、コロラド大学ボルダー校で物理学と数学の修士号、1928年、イェール大学で物理学と数学の博士号を取得した。イェール大学在学中にベル研究所のインターンシップを獲得。卒業後、米農務省および国勢調査部門で働く。ダグラス・マッカーサー将軍の下で日本政府の国勢調査コンサルタントを務め、統計的プロセス管理手法を日本の企業経営者に教えた。その後も何度も日本に赴き、助言を与えると共に、ベル研究所でウォルター・A・シューハートから学んだ技法を適用した結果である経済成長の様子を観察した。後にニューヨーク大学経営大学院の教授となり、同時に米政府の個人コンサルタントとなった。
デミングの著書 Out of the Crisis (1982–1986：邦訳は、成沢俊子＋漆嶋稔訳『危機からの脱出　Ⅰ・Ⅱ』日経BPクラシックス）と The New Economics for Industry, Government, Education (1993) では、彼の理論である Profound Knowledge™ とマネジメントの14のポイントが示されている（後述）。フルートとドラム演奏を趣味とし、作曲や編曲も行った。
1993年、ワシントンD.C.に W. Edwards Deming Institute を設立。また、アメリカ議会図書館にはデミングコレクションが収蔵されており、多数の音声テープとビデオテープも含まれている。W. Edwards Deming Institute の目的は Profound Knowledge™ の産業への適用の研究による繁栄と平和の追求である。

## 幼少期と初期の仕事
アイオワ州スーシティで生まれたデミングは、同じアイオワ州 Polk City にある祖父の養鶏場で育ち、その後ワイオミング州パウエルに移住した。彼の父もウィリアムだったため、エドワーズと呼ばれるようになった（エドワーズは母の旧姓）。1917年、ワイオミング州ララミーのワイオミング大学に入学し、1921年に電気工学の学士号を得て卒業。1925年にはコロラド大学ボルダー校で修士号を取得し、1928年にはイェール大学で博士号を取得した。どちらでも数学と数理物理学の学位を取得している。数理物理学者としてアメリカ農務省に勤務し（1927年 - 1939年）、統計アドバイザーとしてアメリカ国勢調査局に勤務した（1939年 - 1945年）。その後ニューヨーク大学経営大学院で統計学の教授を務めた（1946年 - 1993年）。また、コロンビア大学の経営学部大学院でも教えている（1988年 - 1993年）。また、企業のコンサルタントも務めた。
1927年、デミングは農務省の C.H. Kunsman により、ベル研究所のウォルター・A・シューハートに紹介され、シューハートの業績に大いに触発された。シューハートは製造工程の統計的制御手法の提唱者であり、管理図などのツールを考案していた。このため、デミングも製造業や経営に統計的手法を応用する方向に興味を移し始めた。シューハートによる分散の共通原因と特殊原因の考え方は、デミングの経営理論にも取り入れられている。デミングはこれが単に製造プロセスに適用できるだけでなく、企業の経営にも生かせると考えた。この洞察により、1950年以降の産業への多大な影響が可能となったのである。
デミングは農務省でシューハートが行った一連の講義を本にまとめ Statistical Method from the Viewpoint of Quality Control として 1939年に出版した。デミングは、シューハートから多くを学んだ理由を後のインタビューで、シューハートが聡明である一方で「物事を難しくする特異な才能」を持っていたためだと説明している。このためデミングはシューハートの考えをコピーし、それを彼なりのわかり易い方法で提示することに時間を費やした。
デミングは標本化技法を開発し、それが1940年の国勢調査に使われた。第二次世界大戦中、デミングは Emergency Technical Committee の一員として、H.F. Dodge、A.G. Ashcroft、Leslie E. Simon、R.E. Wareham、John Gaillard と共に働き、戦時標準規格（ANSI ZI.1-3 として1943年発表）の策定を行った。また、戦時動員された工場作業員に対して統計的プロセス制御技法を教えた。統計的技法は第二次世界大戦中は広く適用されたが、戦後アメリカ経済が強くなるに従って数年で省みられなくなった。

## 日本での活動

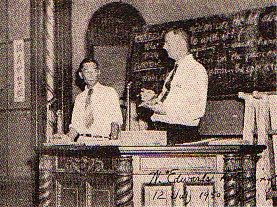
1950年、東京都でのセミナーにて

第二次世界大戦後の1947年（昭和22年）、デミングは連合国軍占領下の日本で1951年（昭和26年）に行われる国勢調査の計画立案に関わった。デミングはGHQから現地での国勢調査の支援を依頼された。彼が日本にいた頃、社会への関与や品質管理技術の専門知識などもあって、日本科学技術連盟（JUSE、日科技連）から招待されることになった。
日科技連のメンバーはシューハートの技法を学んでおり、日本の復興のために統計的制御の専門家の教えが必要と考えていた。1950年（昭和25年）6月から8月にかけて、デミングは数百名の技術者、経営者、学者に統計的プロセス制御と品質の概念に関する講義を行った。また、少なくとも1回は企業経営者向けの講義を行っている。デミングが企業経営者に伝えたことは、品質の向上によって支出が減り、生産性と市場シェアが向上するということであった。最も有名な講演は1950年（昭和25年）8月に箱根で行われた「経営者のための品質管理講習会1日コース」である。
日本の製造業者はデミングの技法を広く適用し、コスト削減により、日本製品が世界を席捲することの要因の一つになった。
1950年（昭和25年）の講演は書籍としても発売された、そこで日科技連はデミングの友情と業績を永く記念するため、その印税を基金とし、デミング賞を創設した。

## その後のアメリカでの活動
その後、デミングはワシントンD.C.の自宅に戻り、アメリカ国内でのコンサルティングをするようになったが、ほとんど無名だった。1980年、NBCが If Japan can... Why can't we?（日本にできて、なぜ我々にできないのか?）というドキュメンタリーを放送し、脚光を浴びることとなった。
フォード・モーターは、アメリカ企業としては比較的初期にデミングに助言を求めていた。1981年、フォードはデミングに改善を依頼した。フォードの売り上げは下落傾向にあり、1979年から1982年の間に30億ドルの損失を計上していた。デミングは企業風土と経営方針を尋ねた。フォードが驚いたのは、デミングが品質ではなく経営のことを語りだしたことである。彼は、よりよい自動車を開発するときの問題の85%はマネジメントの責任だとした。1982年以降、フォードは高収益の自動車（トーラスやセーブル）を送り出すこととなった。フォード会長 Donald Peterson は、Autoweek Magazine への手紙の中で、「我々がフォードの中に品質文化を構築し、様々な変革を行ってきた根底には、デミング博士の教えがある」と記している。1986年までにフォードは、アメリカで最も収益性の高い自動車会社となった。1920年代以降初めて、同社の利益はライバルであるゼネラルモーターズを追い抜いた。その後フォードはアメリカの自動車産業の改善をリードし続けた。後のフォードを見れば、それが一時的な幸運などではなかったことがわかる。
1982年、デミングの本 Quality, Productivity, and Competitive Position が MIT Center for Advanced Engineering から出版された。これは、1986年に Out of the Crisis （邦題『危機からの脱出』日経ＢＰクラシックス）と改名されている。デミングはこの中でマネジメントの14のポイントと呼ばれる理論を述べている。マネジメントが将来計画を立案するのに失敗すると、それが市場での損失に繋がり、さらに従業員らの解雇に繋がる。マネジメントは、四半期配当によってだけでなく、ビジネスを継続し、投資を保護し、将来の配当を確実なものとし、製品とサービスの改善を通してより多くの仕事を提供する革新的な計画によって判断されなければならない。「新しい学習と新しい哲学への長期的関与は、変革を必要とするマネジメントに必須である。臆病者や敏速な結果を期待している人々は、最終的には失望することになる」
デミングは、オレゴン州立大学の名誉博士号など様々な賞や栄誉を手にしている。1987年、「統計的手法を広め、標本化手法を考案し、品質向上のためのマネジメント哲学を企業や政府に広めたことに対して」アメリカ国家技術賞を受賞した。1988年、全米科学アカデミーから Distinguished Career in Science を授与された。
1993年、デミングは最後の著書 The New Economics for Industry, Government, Education を出版した。同書では、マネジメントの14のポイントだけでなく、System of Profound Knowledge™（深遠なる知識の体系）が述べられている。そこにはまた、グループベースの教育法や、個人の能力を評価しないマネジメントなどが述べられている。
1993年12月20日午前3時ごろ、デミングはワシントンD.C.の自宅で老衰により静かに死去した。彼の家族はその死を傍で看取った。

## デミング哲学の概要
W・エドワーズ・デミングの哲学（思想）をまとめると次のようになる。
「デミング博士は、マネジメントの適切な原則を採用することにより、組織を向上させ、同時に（再作業、訴訟沙汰を減らし、顧客満足度を向上させることで）コストを削減できるとおっしゃった。鍵となるのは、継続的な改善を行い、製造業を断片の集まりではなくシステムとみなすことである」
1970年代、デミング哲学は日本で次のように (a)対(b) の形でまとめられている。
(a)
品質を次のように定義したとき（Results of work efforts = 作業努力の結果、Total costs = 全体コスト）{\displaystyle {\mathit {Quality}}\ ={\frac {\mathit {Results\ of\ work\ efforts}}{\mathit {Total\ costs}}}}組織やその構成員が品質向上を心がけるということは、コストを常に低下させることに他ならない。
(b)
しかし、コストを重視しすぎると、かえってコストの増大を招く。

### 深遠なる知識（Profound Knowledge™）
「マネジメントは変化を受け入れなければならない。システムは自分自身を理解できない。変革には外部からの視点が必要である。ここでは、外部の視点について論じる。それを私は深遠なる知識の体系と呼ぶ。それは、組織を理解するための地図を提供する。
「第一段階は、個人の変革である。この変革は断続的である。それは、深遠なる知識の体系を理解することから生じる。変革された個人は、人生/イベント/数値/他人との対話に新たな意味を見出すだろう。
「個人が深遠なる知識の体系を理解したら、彼はその原則を他人とのあらゆる関係に適用する。彼は自ら判断し、彼が属する組織を変革させるだろう。変革された個人は、
- 例を挙げ
- 他人の話を良く聞くが、決して妥協せず
- 人々に常に教え
- 人々に新たな哲学を植え付ける」[15]

デミングは、経営者は彼が「深遠なる知識の体系」と呼ぶものを持つ必要があるとした。それは、次の4つからなる。
1. システムの理解（Appreciation of a system）- 供給業者、製造、顧客を含めたプロセス全体を理解する
2. ばらつきに関する知識（Knowledge of variation） - 品質のばらつきの範囲と原因を知るため、統計的標本化技法を利用する
3. 知識の理論（Theory of knowledge） - 知識を説明する概念と知ることができる限界（認識論）
4. 心理学に関する知識（Knowledge of psychology） - 人間性の概念

デミングは次のように述べている。「これら4つについて、理解し実践するのにその分野の最高権威である必要はない。マネジメントの14のポイントは、西洋のマネジメントスタイルの変革において、この知識の応用として産業界、教育、政府によって自然に適用されている。
「ここに挙げた深遠なる知識の体系の各部分は、別々に考えてはいけない。これらは相互に関連している。従って、心理学に関する知識は、ばらつきに関する知識なしでは不完全である。
「指導者は、人々に個性があることを理解しなければならない。それは何もランク付けするということではない。各人に組織内での役割があり貢献していることを理解するのがマネジメントの責任である」
「システムの理解」は、システムの構成要素間の相互作用理解し、どのようにしてシステムが安定した状態に向かうのかを把握することである。個々の要素によらず、この安定した状態がどんなものであるかによって、システムの出力が決定される。つまりそれは、組織の構成員ではなく構造であり、出力の品質を向上させる鍵はそこにある。
「ばらつきに関する知識」は、測定可能なものには必ず標準的な分散と特殊原因による固有の問題があると理解することである。品質向上は、特殊原因を排除し、標準的な分散を制御することに他ならない。デミングは、標準的な分散に対して変革しようとすれば、システムの性能は低下するとした。この考え方がシックス・シグマへと繋がる。
深遠なる知識の体系は、次に挙げるマネジメントの14のポイントの基盤となっている。

### デミングの14のポイント
デミングはビジネス効率を向上させるためのマネジメントの14の原則を提示した。要約すると次の通りである。
1. 競争力を保つため、製品やサービスの向上を常に心がける環境を作る。最高経営者がその責任者を決める。
2. 新しい哲学を採用する。我々は新たな経済時代にいる。遅延、間違い、材料の欠陥、作業の欠陥などの一般常識となっている水準には満足できない。
3. 全品検査への依存を止める。品質は統計的手法で向上させる（完成後に欠陥を見つけるのではなく、欠陥を防止せよ）。
4. 価格だけに基づいて業者を選定することを止める。価格と品質によって選定する。統計的手法に基づく品質保証のできない業者は排除していく。
5. 問題を見逃さない。全体（設計、受け入れ材料、製造、保守、改良、トレーニング、監視、再教育）を継続的に向上させるのがマネジメントの役割である。
6. OJTの手法を導入する。
7. 職場のリーダーは単に数値ではなく品質で評価せよ。それによって自動的に生産性も向上する。マネジメントは、職場のリーダーから様々な障害（固有の欠陥、保守不足の機械、貧弱なツール、あいまいな作業定義など）について報告を受けたら、迅速に対応できるよう準備しておかなければならない。
8. 社員全員が会社のために効果的に作業できるよう、不安を取り除く。
9. 部門間の障壁を取り除く。研究、設計、製造、販売の各部門の人々は様々な問題に一丸となって対応しなければならない。
10. 数値目標を排除する。新たな手法も提供せずに生産性の向上だけをノルマとしない。
11. 数値割り当てを規定する作業標準を排除する。
12. 時間給作業員から技量のプライドを奪わない。とりわけ年次・長所によって評価することや目標による管理は廃止する[17]。
13. 強健な教育プログラムを実施する。
14. 最高経営陣の中で、上記13ポイントを徹底させる構造を構築する。

### 7つの死活問題
7つの死活問題とは次の通りである。
1. 目的の不変性の欠如
2. 短期的利益の重視
3. 業績/利益率/年度ごとの成績による評価
4. 経営の流動性
5. 目に見える点だけで企業を運営すること
6. 過度の医療費
7. 成功報酬目当てで訴訟を起こす弁護士が増えることで、保証のための費用が過大となること

また、障害は次のように分類される。
1. 長期計画を軽視する。
2. 問題を解決するために技術を当てにする。
3. 解決策を生み出すのではなく、前例を探そうとする。
4. 「我々の問題はそれとは違う」などと正当化する。
5. マネジメントスキルが学校で教えられるという迷信。
6. マネジメント、監督者、購買部のマネージャ、生産労働者よりも、品質管理部門を当てにする。
7. 予期せぬ結果に対し、マネジメントが設計したシステムに85%の責任があるにもかかわらず、ミスの15%しか責任がない全従業員を非難する。
8. 製品品質を改善するよりも、品質検査を重視する。

## エピソード
著書『The New Economics for Industry, Government, Education, third edition (The MIT Press)／邦題『デミング博士の新経営システム論―産業・行政・教育のため』）に記述されている「It is wrong to suppose that if you can’t measure it, you can’t manage it – a costly myth.」（測定できないものは管理できない、と考えるのは誤りである。これは代償の大きい誤解だ。）は、しばしば「測定できないものは管理できない」の部分のみが切り取られて紹介されるケースが多いが、本来の発言内容とは意味が逆である。コンサルタントの山口周は、『世界のエリートはなぜ「美意識」を鍛えるのか？』 において、この言葉がピーター・ドラッカーの言葉として日本の経営者の間で膾炙されていると同著で指摘している。